# ماتياس بيريز غارسيا
ماتياس بيريز غارسيا (بالإسبانية: Matías Pérez García)‏ (13 أكتوبر 1984 ببوينس آيرس في الأرجنتين - ) هو لاعب كرة قدم أرجنتيني في مركز الهجوم. شارك مع منتخب الأرجنتين تحت 17 سنة لكرة القدم ومنتخب الأرجنتين تحت 20 سنة لكرة القدم. أما مع النوادي، فقد لعب مع أتلتيكو أتلانتا وأورلاندو سيتي وتاليريس وتيغري وسان خوسيه إيرثكويكس ونادي أونيفرسيداد دي تشيلي ونادي لانوس ونادي نيور وComisión de Actividades Infantiles ‏ ونادي أتليتكو للبنين ‏ ونادي سيرو.

## وصلات خارجية
- ماتياس بيريز غارسيا على موقع الدوري الأمريكي (الإنجليزية)
- ماتياس بيريز غارسيا على موقع إي إس بي إن إف سي (الإنجليزية)
- ماتياس بيريز غارسيا على موقع قاعدة بيانات كرة القدم.إي يو (الإنجليزية)
- ماتياس بيريز غارسيا على موقع Soccerway.com (الإنجليزية)
- ماتياس بيريز غارسيا على موقع عالم كرة القدم.نت (الإنجليزية)
- ماتياس بيريز غارسيا على موقع AS.com (الإسبانية)